# Juncus thomasii
Juncus thomasii är en tågväxtart som beskrevs av Michele Tenore. Juncus thomasii ingår i släktet tåg, och familjen tågväxter. Inga underarter finns listade i Catalogue of Life.